# Szczawin Kościelny (Łódź)
Pour les articles homonymes, voir Szczawin Kościelny.
Szczawin Kościelny est une localité polonaise de la gmina et du powiat de Zgierz en voïvodie de Łódź.